# Andrea Ahmann
Andrea „Andi“ Ahmann (* 19. November 1968 als Andrea Lipp in Stuttgart) ist eine ehemalige deutsche Volleyball- und Beachvolleyballspielerin.
Sie war deutsche Vizemeisterin im Sand 2000 (mit Silke Schmitt) und 2003 (mit Jana Vollmer), Dritte bei der Europameisterschaft 2001 (mit Ulrike Schmidt) und Zweite bei der Europameisterschaft 2003 (mit Jana Vollmer).

## Karriere Halle
Andrea Lipp spielte in der Jugend in Kornwestheim und schloss sich später dem TSV Schmiden an. Mit dem Sportverein aus dem Rems-Murr-Kreis stieg sie in der Spielzeit 1987/88 in die erste Liga auf und gehörte auch zum Team des Sportclubs in der Bundesligasaison 1988/89. Beim ersten und einzigen jemals gewonnenen Spiel in der Beletage des deutschen Volleyballs war die Außenangreiferin Teil der Mannschaft. Das kleine Sprungwunder, wie sie in der Deutschen Volleyballzeitschrift genannt wurde, blieb nach dem Abstieg dem TSV noch weitere fünf Jahre treu.
1994 wechselte sie nach Bayern zum TV Dingolfing, der wie Schmiden in der zweiten Bundesliga Süd spielte. Nachdem das erklärte Ziel, der Aufstieg in die erste Liga, nicht gelang, entschlossen sich die gebürtige Stuttgarterin und Silke Meyer, sich nur auf die Karriere im Sand zu konzentrieren. Ein Jahr später half Lipp jedoch dem Fellbacher Sportverein aus der dritten Liga zurück in die Südliga 2 und hängte noch eine weitere Spielzeit als Außenangreiferin an.
In der Halle schlug sie unter ihrem neuen Namen Andrea Ahmann erst wieder in der Saison 1999/2000 auf, als sie als Aushilfe vom damaligen Erstligaclub TV Fischbek engagiert wurde. Nach dem Abstieg gehörte die in Ludwigsburg aufgewachsene Sportlerin im Spieljahr 2000/01 von Anfang an zum Kader des ungeschlagenen Wiederaufsteigers. Anschließend beendete sie zunächst ihre Hallenkarriere, war jedoch später noch einmal für einen Stuttgarter Volleyballverein in der zweiten Bundesliga Süd aktiv.

## Karriere Beach
1995 siegten Lipp/Meyer beim  Beach Cup in Marienheide und beim Masters in Kühlungsborn. 1996 hatte Lipp an der Seite von Europameisterin Cordula Borger im italienischen Vasto ihren ersten internationalen Auftritt. Bei der Deutschen Meisterschaft wurden Lipp/Borger 1997 Dritte. 1999 gewannen Andrea Ahmann und Silke Schmitt, wie Lipp/Meyer inzwischen hießen, das Masters (M) auf Fehmarn sowie die Cups (C) auf Wangerooge und in Oldenburg. Sie standen außerdem im Endspiel bei den Turnieren in München (M), Cuxhaven (M) und Leipzig (C) und entschieden das Spiel um Bronze in Warnemünde (M) für sich. Bei der Deutschen Meisterschaft wurden sie ebenfalls Dritte. Eine Saison später siegten sie bei den Beach Cups in Travemünde, Oldenburg und Binz sowie bei den Masters in München und Kühlungsborn und wurden Zweite beim gleichwertigen Wettbewerb auf Sylt. Mit Jana Vollmer erreichte Andi Ahmann anschließend beim Turnier in Burg auf Fehmarn (M) noch einmal die oberste Stufe des Podests. Bei den Titelkämpfen im gleichen Jahr wurde die Abwehrspezialistin an der Seite von Silke Schmitt zum ersten Mal deutsche Vizemeisterin. Dies war um so bemerkenswerter, da die Blockspielerin während der Tage an der Ostsee in der fünfzehnten Woche schwanger war.
2001 startete Andrea Ahmann mit Susanne Lahme in die Beachsaison und erkämpfte mit ihr den dritten Platz beim Masters in Leipzig. Nachdem sich Lahme verletzte und auch die Standardpartnerin von Ulrike Schmidt ausfiel, bildeten die beiden übriggebliebenen ab Anfang August ein Beachpaar auf Zeit. Die Zwischenbilanz von Ahmann/Schmidt fiel durchwachsen aus. Bei der Weltmeisterschaft in Klagenfurt blieben die Deutschen satz- und sieglos. Auch bei der Landesmeisterschaft rissen sie mit dem siebten Rang keine Bäume aus. Wesentlich besser lief es bei der Europameisterschaft in Jesolo. Nach dem Auftaktsieg und der Niederlage in der zweiten Runde gewann das Duo die folgenden vier Partien. Besonders eindrucksvoll war dabei der Sieg im Spiel um den Einzug ins Halbfinale gegen die WM-Dritten Celbová / Dosoudilová. Nach der Niederlage gegen die Schweizerinnen Schnyder-Benoit / Kuhn in der Vorschlussrunde sicherte sich das deutsche Duo gegen Kadijk / Leenstra die Bronzemedaille. Dies war der bis zu diesem Zeitpunkt wertvollste Erfolg für Andra Ahmann.
Mit Jana Vollmer gelangen der in der Landeshauptstadt Baden-Württembergs geborenen Athletin 2003 und 2004 weitere herausragende Leistungen mit ihrem zweiten Finaleinzug bei der Deutschen Meisterschaft und der Vizeeuropameisterschaft sowie den geteilten fünften Plätzen bei den Grand Slams in Klagenfurt im gleichen Jahr und eine Saison später in der deutschen Bundeshauptstadt. Ab 2006 erreichte Andrea Ahmann noch einige Top-Platzierungen bei regionalen Turnieren und beendete 2013 in ihrem Geburtsort ihre erfolgreiche Karriere.

## Sonstiges
Andrea Lipp war im alpinen Skiwettbewerb süddeutsche Meisterin. Sie hat eine Ausbildung in Krankengymnastik abgeschlossen. Sie ist seit Mai 1998 mit dem Beachvolleyballer Jörg Ahmann verheiratet und nahm dessen Nachnamen an. Die beiden haben eine Tochter namens Mirea und einen Sohn namens Mika.